# Les Tuche 2 : Le Rêve américain
Série Les Tuche
Les Tuche
(2011) Les Tuche 3 : Liberté, Égalité, Fraternituche
(2018)
Pour plus de détails, voir Fiche technique et Distribution.
Les Tuche 2 : Le rêve américain est une comédie réalisée par Olivier Baroux, et sorti en 2016.
Il s'agit du deuxième volet de la série de films Les Tuche.
Les Tuche, une famille française modeste, voit sa vie changer après avoir gagné 100 millions d'euros au loto. Cinq ans après les péripéties de Monaco et grâce à l'argent de ses parents, le benjamin de la fratrie, Donald, dit « Coin-coin » part un mois à Los Angeles pour améliorer son anglais. De son côté, Stéphanie vit avec George Diouf, un footballeur qu’elle avait rencontré à Monaco mais depuis qu’il a été transféré au PSG il la trompe et elle rentre à Bouzolles vivre chez ses parents. Wilfried suit les traces de son père, chômeur invétéré, il tente de se lancer dans le rap mais n’a toujours pas sorti son premier album. Quant à Jeff, il gère son entreprise à Bouzolles où les employés « travaillent moins pour gagner plus ».
Le film ouvre la 19e édition du Festival international du film de comédie de l'Alpe d'Huez.

## Synopsis
Sur le campus de l'université de Los Angeles, Donald rencontre Jennifer, la fille du célèbre financier américain Ron Carrington. Elle lui plaît beaucoup et cela semble réciproque. Donald, impressionné par cette famille qui est à l'opposé de la sienne, se sent obligé de mentir sur les Tuche dont il a un peu honte, persuadé que les deux familles ne se rencontreront jamais. Lors de la rencontre, Ron annonce à Donald qu’il ne veut plus qu’il voie sa fille, estimant qu’il n’a pas le niveau de la famille Carrington. Ils engagent alors une partie d’échecs et Donald impressionne Ron qui revoit sa décision et le prend sous son aile en lui proposant d’intégrer la fraternité epsilon, très prestigieuse et dont Ron a lui-même fait partie. Donald annonce aux Tuche qu’il souhaite prolonger son séjour, ils vont alors lui préparer une surprise et faire le déplacement jusqu’à Los Angeles pour son seizième anniversaire, sans rien lui dire.
Ils atterrissent aux États-Unis à Kansas City, Cathy a en effet prévu une surprise pour Jeff : ils vont se rendre sur le lieu de tournage de son feuilleton préféré : La petite maison dans la prairie. Pour ce faire ils louent un gigantesque camping-car. Mais sur place, Jeff perd, sans s’en apercevoir, son porte-feuille contenant ses 15 cartes bancaires. Ils doivent faire le plein de leur véhicule mais s’aperçoivent, après avoir rempli le réservoir, qu’ils n’ont pas de quoi payer. Le pompiste, peu enclin à faire crédit, garde le camping-car en attendant que les Tuche reçoivent leurs nouvelles cartes et puissent payer.
Bloqués dans la campagne américaine, ils participent à des jeux dans une foire afin de rassembler la somme qu’ils doivent au pompiste. C’est finalement mamie Suze qui remporte un concours de shoot de vodka et leur permet de reprendre la route.
Alors qu’ils ont fait une pause pour la nuit et s’apprêtent à repartir, la famille est surprise de trouver des Indiens à proximité du camping-car. En essayant de se faire comprendre, ils s’aperçoivent que mamie Suze parle le même langage que la tribu Sioux. Ils sont alors accueillis en tant qu’invités.
Après ce long détour, ils débarquent devant le campus de Donald qui n’est pas aussi ravi que prévu de les revoir. Il finit par avouer ses mensonges et explique ce qu’il a raconté aux Carrington. Il leur a dit que Jeff était un grand chirurgien esthétique possédant plusieurs cliniques et que sa famille était plutôt bourgeoise. Il conclut en disant qu’il doit déjeuner avec les Carrington le lendemain et qu’il rétablira la vérité sur sa famille.
Les Tuche sont déçus d’avoir fait honte à leur Coin-Coin mais vont tout tenter pour lui sauver la mise : ils vont tout faire pour coller aux personnages qu’a décrit Donald et s’invitent sans prévenir au déjeuner chez les Carrington. Malgré quelques maladresses, Jeff et Cathy font parfaitement illusion devant les Carrington. Ron profite du repas pour porter un toast à Donald et annonce qu’il a été accepté dans la fraternité epsilon pour les 4 ans à venir.
Les Tuche décident alors de se mettre à la recherche d’une maison proche de L.A. afin de rester vivre avec Donald. Ils trouvent une propriété et Jeff rachète même une clinique de chirurgie esthétique à Beverly Hills. De son côté, Stéphanie est repérée en tant qu’actrice par un agent de star qui lui fait imaginer une carrière à Hollywood. Jeff est très occupé par sa clinique tandis que Cathy se rapproche de son voisin québécois, Roger, puisqu’il ne travaille pas et vient régulièrement l’aider chez elle. Ils s’inscrivent à deux dans un club de danse country et leur entraineur leur propose de participer à une compétition à Las Vegas réservée aux couples mariés. Ils acceptent de se faire passer pour un couple.
Quant à Wilfried, il découvre son homosexualité en étant séduit par Juan, le jardinier de ses parents.
Avant leur concours de danse, Roger tente d’exprimer ses sentiments à Cathy mais elle le stoppe et dit ne plus vouloir partir à Vegas avec lui pour ne pas blesser Jeff malgré ses absences et son manque d’écoute. Finalement, se sentant trop délaissée, Cathy recontacte Roger et ils partent à deux à Las Vegas. Elle laisse même un mot d’adieu à Jeff.
Pendant ce temps, dans sa fraternité, Donald s’aperçoit que Ron lui a menti et qu’Epsilon ne se consacre qu'à l’argent et ne colle pas avec ses ambitions de réforme mondiale. Il confronte Ron qui révèle qu’il savait tout sur les Tuche et qu'il a vu en Donald un potentiel homme d’affaires impitoyable, capable de renier sa famille pour atteindre ses objectifs.
Stéphanie s’aperçoit que son agent l’a également menée en bateau et ne l’envoie que sur des castings de seconde zone. Les enfants Tuche reçoivent un message de Cathy expliquant son départ et Jeff décide d’aller, avec ses enfants, la retrouver à Vegas en Renault 21 Nevada mais cette dernière tombe en panne à peine arrivée dans l’État homonyme. Par chance ils sont emmenés à destination par des Amishs.
Ils retrouvent Cathy et Roger pendant leur prestation grâce à laquelle ils terminent sur le podium de la compétition. Après le spectacle, Jeff et Cathy se retrouvent et se réconcilient. Wilfried profite du moment pour faire son coming out et annoncer son mariage avec Juan. Cette nouvelle n’enchante pas Jeff qui fait même un malaise. Jeff se réveille dans son lit, Cathy a son chevet lui annonce que ce n’est pas un cauchemar de ce qu’il pense que Will dans son cauchemar qu’il va se marier à Juan alors il veut s’opposer à leur union mais Cathy le raisonne  puis elle lui donne l’adresse de la Chapelle pour la cérémonie. Jeff dans un bar est raisonné par Charles Ingalls puis part au mariage de son fils.Tout le monde est ainsi réuni pour le mariage célébré par un sosie d’Elvis Presley.
Jeff et les employés de billasse dans un bar, Jeff parle de la perte de ses quinze cartes dans sa mésaventure à Los Angeles mais un employé dit que son père en a perdu vingt de carte. Jeff pas très sur vérifie en appelant le père de celui-ci et en se moquant de lui.
George Diouff escalade un balcon et appelle Stéphanie depuis le balcon cherchant à s’expliquer depuis le début du film mais la police intervient.

## Fiche technique
Sauf indication contraire, les informations mentionnées dans cette section peuvent être confirmées par la base de données cinématographiques Allociné,  présente dans la section « Liens externes ».
- Titre original : Les Tuche 2 : Le rêve américain
- Réalisation : Olivier Baroux
- Scénario : Philippe Mechelen, Lionel Dutemple, Julien Hervé, Benjamin Morgaine et Nessim Chikhaoui
- Musique : Martin Rappeneau
- Direction artistique : Marc Benacerraf et Raymond Dupuis[1]
- Décors : Perinne Barré
- Costumes : Sandra Gutierrez
- Photographie : Christian Abomnes
- Son : Jean-Paul Hurier, Madone Charpail et Gwennolé Le Borgne
- Montage : Richard Marizy
- Production : Richard Grandpierre[1]
  - Production exécutive : Eric Mathis
  - Production déléguée : Eric Mathis, Frédéric Doniguian, Ronald Gilbert
  - Production déléguée (Etats-Unis) : Michele Petternella
  - Coproduction : Vivien Aslanian et Romain Le Grand
  - Assistant de production : Arthur Essebag
- Sociétés de production[2] : Eskwad, Pathé Films, TF1 Films Production, Prod Par 4 Ciné et Jouror Films, avec la participation de Canal+, Ciné+, TF1 et TMC
- Sociétés de distribution[3] : Pathé Distribution (France) ; Alternative Films (Belgique) ; Pathé Films AG (Suisse romande)
- Budget : 15 190 618 €[4]
- Pays de production :  France
- Langue originale : français
- Format[5],[3] : couleur — 2,35:1 (CinemaScope) — son Dolby 5.1
- Genre : comédie
- Durée : 94 minutes
- Dates de sortie[6] :
  - France : 13 janvier 2016 (Festival international du film de comédie de l'Alpe d'Huez) ; 3 février 2016 (sortie nationale)
  - Belgique, Suisse romande : 3 février 2016[7],[8]
- Classification[9] :
  - France : tous publics[10]
  - Belgique : tous publics (Alle Leeftijden)[7]
  - Suisse romande : interdit aux moins de 8 ans[11]

## Distribution
- Jean-Paul Rouve : Jeff Tuche
- Isabelle Nanty : Cathy Tuche, la femme de Jeff
- Théo Fernandez : Donald, le fils cadet des Tuche
- Sarah Stern : Stéphanie, la fille des Tuche
- Pierre Lottin : Wilfried, le fils aîné des Tuche
- Claire Nadeau : « Mamie Suze », la mère de Jeff
- Christian de la Cortina : Juan, le jardinier des Tuche et petit-ami (puis mari) de Wilfried Tuche
- Ralph Amoussou : Georges Diouff, le footballeur et mari de Stéphanie
- Maurice Barthélémy : Thierry, l'agent de Stéphanie
- Alice Morel-Michaud : Jennifer Carrington
- Ken Samuels : Ron Carrington, le père de Jennifer
- Susan Almgren : Elizabeth Carrington, la mère de Jennifer
- Olivier Baroux : Monnier
- Richard Robitaille : Roger Cerisier

## Production

### Tournage
Le tournage a en partie eu lieu aux États-Unis dont Los Angeles, Las Vegas et la Californie, dont l'équipe est en majorité américaine contrairement au premier film. Une grande partie du film a également été tournée au Canada, dans les villes de Montréal et Mirabel. En France, plusieurs scènes ont été tournées dans les studios de Provence Studios à Martigues. La première ville décrivant le rêve américain en Californie est en fait le centre-ville de Montréal pris du pont Jacques-Cartier. Le California Superior Studies Institute est le campus Loyola de l'Université Concordia. La famille Carrington habite en réalité dans la ville de Westmount, limitrophe du centre-ville de Montréal.
Le film comporte quelques faux raccords :
- Lorsque Jeff propose la sauce Samouraï à sa mère, il lui remet la bouteille. Au moment où Stéphanie fait son entrée, Mamie Suze n'a toujours pas rendu la sauce à Jeff. Un autre plan qui suit, ce dernier a soudainement la sauce dans sa main.
- Le bonhomme que Jeff dessine à la craie au tableau change d'apparence au changement de plan (particulièrement au niveau de l'oreille et des cheveux).
- Lorsque Roger apporte à Cathy des spécialités canadiennes, on peut apercevoir le caméraman dans le reflet des lunettes de cette dernière.
- Lors du passage nostalgique de Jeff qui reçoit sa Renault 21 Nevada en cadeau d’adieu :
- Dans la concession automobile, quand Jeff regarde la Nevada, on peut voir que la voiture a des balais d’essuie-glaces de nouvelle génération (balais souples), qui n’existaient pas à l’époque.
- Un peu plus tard, quand Jeff et Cathy se marient, on voit la Nevada avec une ancienne immatriculation (plaques noires). À l’arrivée des Tuches à Monaco, elle possède la nouvelle immatriculation : elle ne devrait pas avoir changé de plaques puisqu’il s’agit du même propriétaire.

## Accueil

### Accueil critique
En France, le site Allociné propose une note moyenne de 2,8⁄5 à partir de l'interprétation de critiques provenant de 13 titres de presse.

### Box-Office
| Pays   | Box-Office        | Box-Office arrêté le |
| ------ | ----------------- | -------------------- |
| France | 4 619 148 entrées | 20 septembre 2016    |

Après ses onze semaines d'exploitation, le premier volet des Tuche avait réalisé 1 534 651 entrées. Les Tuche 2 : Le Rêve américain égale ce nombre en l'espace d'une semaine, ce qui fait de cette suite un véritable succès.
Pour sa première semaine d'exploitation en France, Les Tuche 2 : Le Rêve américain cumule 1 502 557 entrées. Il a fait deux fois mieux que Les Visiteurs : La Révolution au cinéma. Avec 4 619 148 entrées, il est le film français ayant rencontré le plus de succès en 2016.

## Distinctions
Entre 2016 et 2017, Les Tuche 2 : Le Rêve américain a été sélectionné 2 fois dans diverses catégories et a remporté 1 récompense.

### Récompenses
- Trophées du Film français 2017 : Trophée du film français.

### Sélections
- Festival international du film de comédie de l'Alpe d'Huez 2016 : Hors compétition - film d'ouverture.

## Suite
- Une seconde suite est sortie en 2018 : Les Tuche 3 : Liberté, Egalité, FraterniTuche.
- Une troisième suite est sortie en 2021 : Les Tuche 4[21].
- Les Tuche : God Save the Tuche (2025)